# Alpine (Texas)
Alpine is een plaats (city) in de Amerikaanse staat Texas, en valt bestuurlijk gezien onder Brewster County.

## Demografie
Bij de volkstelling in 2000 werd het aantal inwoners vastgesteld op 5786.
In 2006 is het aantal inwoners door het United States Census Bureau geschat op 6035,.